# Els cavallers de la moto
Els cavallers de la moto (títol original: Knightriders) és la 7a pel·lícula de George Romero, estrenada l'any 1981.
Després d'un començament no gaire reeixit amb La nit dels morts vivents, Romero havia realitzat pel·lícules anomenades menors com les dues següents, per a continuació tornar als seus temes de predilecció amb The Crazies, Martin i la que es pot considerar com la seva obra mestra: El despertar dels zombis.
El mateix any 1981, doncs, després de l'èxit de El despertar dels zombies, Romero canvia completament de optica, fins a abandonar completament la pel·lícula de terror.
Ha estat doblada al català.

## Argument
Se segueix la història d'una comunitat d'aparents marginats que es reuneixen disfressats com a cavallers i que fan justes a moto sota la direcció d'un rei silenciós i poc reconeixible, Ed Harris, en un dels seus primers papers.

## Repartiment
- Ed Harris: Billy
- Gary Lahti: Alan
- Tom Savini: Morgan
- Amy Ingersoll: Linet
- Patricia Tallman: Julie
- Brother Blue: Merlin
- Ken Foree: Little John
- Scott Reiniger: Marhalt
- Martin Ferrero: Bontempi
- Warner Shook: Pippin
- Randy Kovitz: Punch
- Harold Wayne Jones: Bors
- Albert Amerson: Indian
- Christine Forrest: Angie
- Cynthia Adler: Rocky
- John Hostetter: Tuck
- Amanda Davies: Sheila
- Michael P. Moran: Cook
- Don Berry: Bagman
- David Early: Bleoboris
- Bingo O'Malley: Xèrif Rilly
- Ronald Carrier: Hector
- Marty Schiff: Ban
- Ken Hixon: Steve
- Stephen King: Hoagie Man
- Anthony Dileo Jr.: Corncook
- John Amplas: Whiteface
- Tabitha King: Hoagie Man's Wife

## Al voltant de la pel·lícula
Aquí, la violència és absent i no obstant això la pel·lícula va ser prohibida als menors de dotze anys, a causa de la seva última escena, i potser també per aquesta revolta dels personatges davant les autoritats violentes i sense respecte. Sempre minimaliste en la seva posada en escena, per la tria d'una part (la seva preocupació de realisme al límit del documental), o per restricció, ja que no hi havia diners per pagar un pla-seqüència de cinc minuts. Aquesta pel·lícula és una pura pel·lícula de geek, perquè explica a poc a prop de la història d'una comunitat participant en un RPG (Role playing game)